# Дом Несвицкой
Городская усадьба А. И. Несвицкой (Рукавишниковский приют) — историческое здание в Москве на Садовом кольце (Смоленская-Сенная площадь, д. 30, стр. 6).

## История
Начиная с XVII в. эта территория была имением Желябужских — потомков Станислава Желябужского, выехавшего в XV в. из Польши в Москву (одного из предков А. С. Пушкина). В начале XVIII в. владельцем именья был Михаил Васильевич Желябужский (до 1690-1724) — стольник, с 1711 г. обер-фискал, с 1715 г. ландрат в Смоленске, с 1722 г. судья Московского надворного суда. По обвинению в подлоге в 1723 г. он был допрошен лично императором Петром I. Приговорен к наказанию кнутом и конфискации имущества (последнюю часть санкции император при утверждении приговора заменил на пять лет каторжных работ). Полученные на эшафоте 50 ударов кнутом оказались для бывшего обер-фискала роковыми, 15 февраля 1724 г. М. В. Желябужский скончался .
В 1712 г. имение перешло к его сыну  юстиц-коллегии президенту, герольдмейстеру и действительному тайному советнику, сенатору Никите Михайловичу Желябужскому (1701 — 1772). Как показали исследования середины прошлого века, сохранившийся в глубине двора особняк («великолепный классический фасад с изящным портиком коринфского ордера и лепными деталями») был возведен при нём не позднее 40–50-х годов XVIII в.
Никите Михайловичу наследовал внук, майор Михаил Иванович Желябужский. В 1780 он пытался получить разрешение на продолжение служб в домовой церкви Нерукотворного Образа, которая дозволена была в 1757 г. его деду Никите Михайловичу. Михаилу Ивановичу в Консистории было отказано.

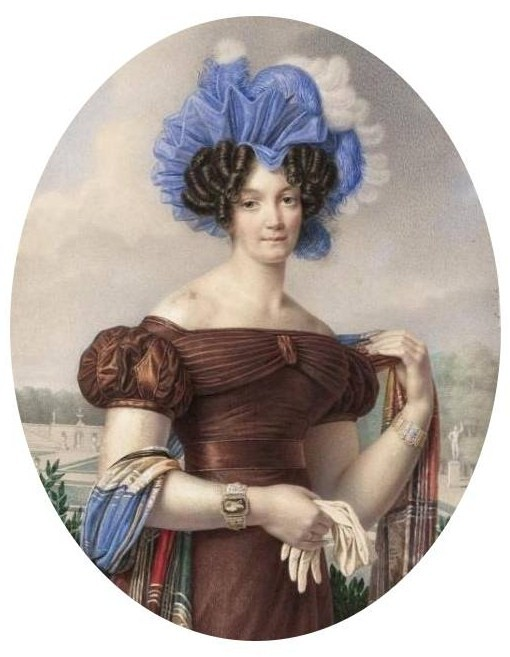
Прасковья Новосильцева

После Михаила Ивановича в 1794 г. участок достался княгине Анастасии Ивановне Несвижской, жене князя, действительного тайного советника Ивана Васильевича Несвицкого (1740 — 1806). При них около 1801 г. главный дом был коренным образом переработан в классическом духе (вероятно, М. Ф. Казаковым).
В 1812 году дом сильно пострадал от пожара.
В 1833 г. усадьба перешла к Прасковье Александровне Новосильцевой, урожденной княжне Лобановой-Ростовской (1795—1851), вдове действительного статского советника А. В. Новосильцева (1784—1828). После нее недолго домом владел сын Новосильцевых Василий Александрович, губернский секретарь.
С 1860 г. дом принадлежал статскому советнику, доктору медицины Фёдору Фёдоровичу Броку, сыну штаб-ротмистра Фёдора Ивановича Брока, прусского дворянина, перешедшего в 1787 г. на российскую службу. Его брат — Пётр Фёдорович (1805—1875) — министр финансов. В это время дом был одним из важнейших культурно-просветительских центров Москвы. В нём располагался один из лучших частных женских пансионов Москвы. Содержательница пансиона, Маргарита Дюмушель, основала «Общество вспомоществования гувернанткам, домашним учительницам и воспитательницам», адрес которого указывался в доме Брок. Жилец дома Брок историк и славист Нил Александрович Попов (1833 — 1892) был секретарем «Славянского благотворительного комитета», также собиравшемуся в доме на Сенной площади.
В 1878 г. Броки продали часть строений и земли под Приют Рукавишникова — образцовое образовательное учреждение с мировой славой. При приюте в 1879 г. была открыта Николаевская церковь.
В 1879 году здание было перестроено по проекту архитектора Александра Лаврентьевича Обера. В 1920 году приют закрыли и здесь помещены коммунальные квартиры. Тогда окна над главным входом разбиты.
После 1945 года дом отреставрировали. В XXI веке здесь находятся коммерческие организации.

## Архитектура

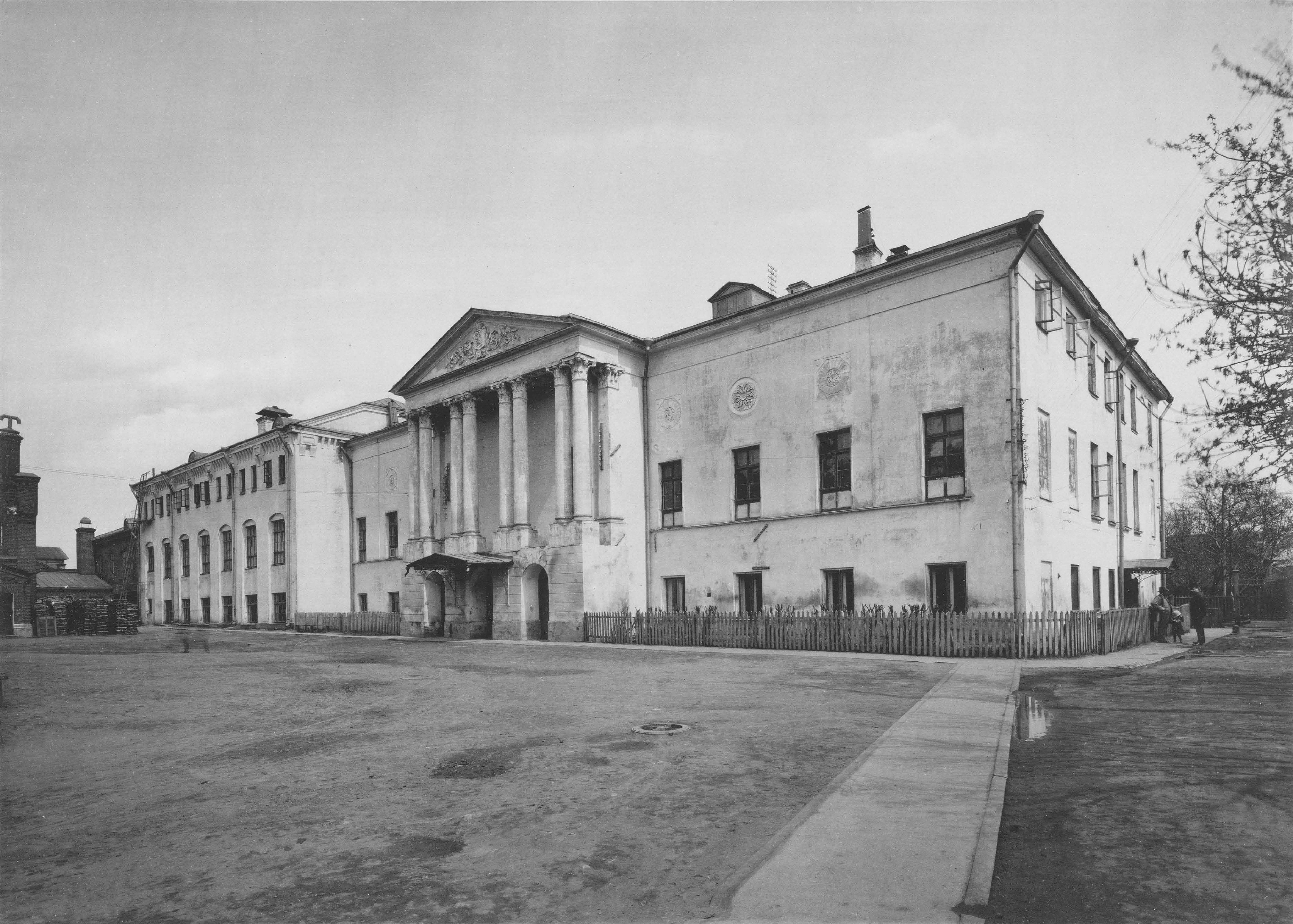
Рукавишниковский приют в 1910-х гг.

Дом Несвицкой неоднократно перестраивался. В начале, при хозяине Желябужском, дом был выдержан в стиле барокко. Когда Несвицкая завладела зданием, то дом поменял стиль на классический: по центру стал располагаться портик, поддерживаемый восемью коринфскими колоннами, украшенный фронтоном. В XIX веке здание находилось достаточно далеко от улицы, пустоты заполнены двумя деревянными флигелями. В 1879 году по проекту  архитектора А. Л. Обера со стороны заднего фасада пристроена церковь, выдержанная в русско-византийском стиле и освящённая во имя Николая Чудотворца. Затем перед главным входом возведено новое здание, частично заслонившее главный корпус от бульвара.

## Отзывы
Артур Пенрин Стенлей, проповедник из Англии и декан Вестминстерского аббатства, когда был в Москве, проезжая из Китая; заходил в приют. После чего сказал:
Я могу умереть спокойно, я видел святого.